# جمانا الراشد

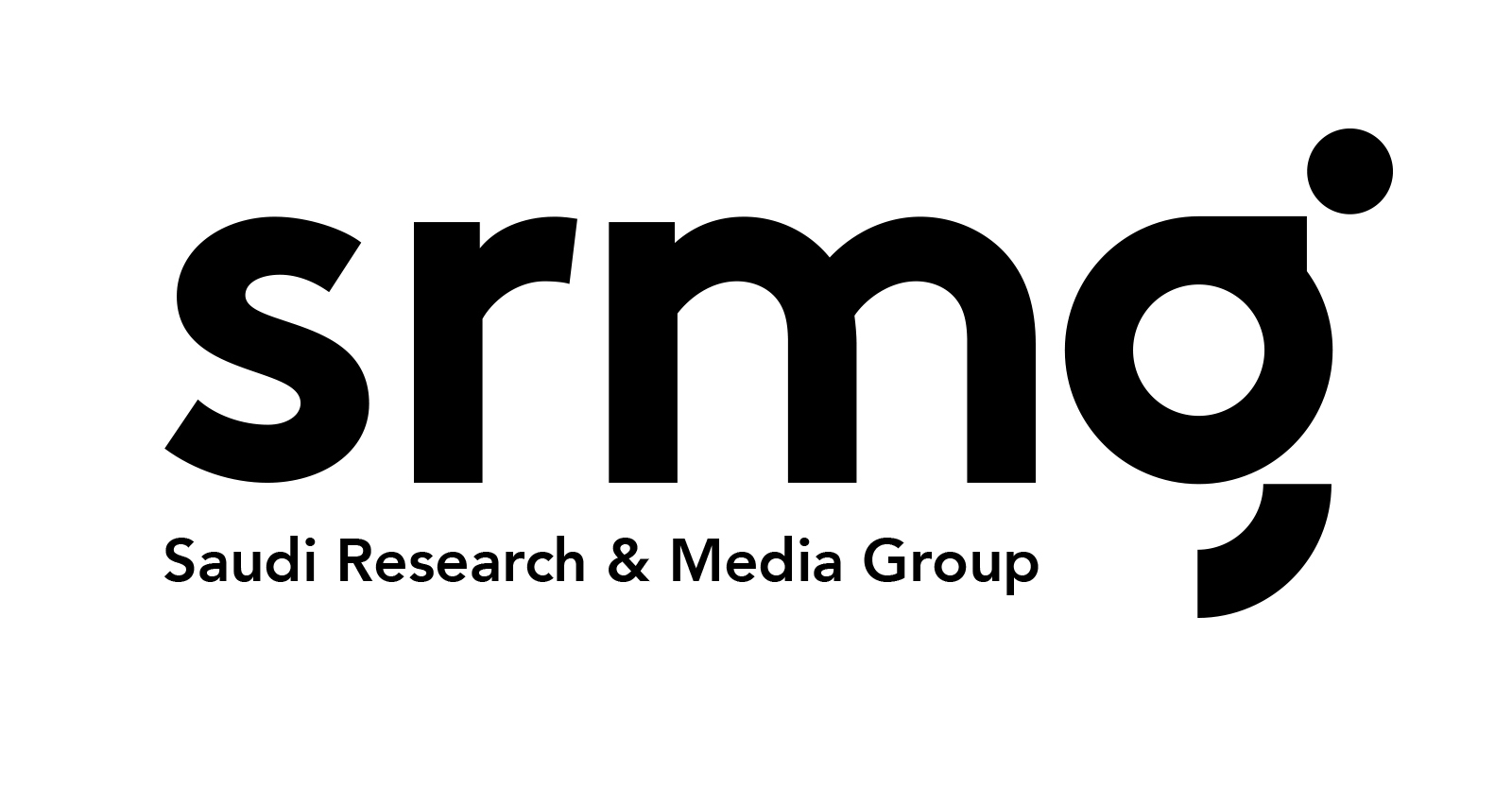
الشعار الجديد للمجموعة السعودية للأبحاث والإعلام

جمانا الراشد هي صحفية سعودية تشغل منصب الرئيس التنفيذي للمجموعة السعودية للأبحاث والإعلام، وهي أول امرأة تشعل هذا المنصب منذ تأسيس المجموعة عام 1972م. اختارتها مجلة «كوميونيكيت» خامس أقوى قادة صناعة الإعلام في منطقة الشرق الأوسط وشمال إفريقيا، واختارتها "فوربس" ضمن قائمتها السنوية لأقوى 100 سيدة أعمال في الشرق الأوسط لعام 2023.

## التعليم
- حصلت على درجة البكالوريوس في العلوم السياسية من جامعة سيتي في لندن عام 2011م.
- حصلت على درجة الماجستير في الصحافة الدولية من مدرسة الدراسات الشرقية والإفريقية في لندن عام 2013.[5]

## مسيرتها المهنية
- عملت الراشد صحفية في صحيفة الرياض في لندن وصحيفة «عرب نيوز» الناطقة بالانجليزية[6] ، ومستشارة إعلامية ومديرة اتصال إعلامية.
- في سبتمبر من عام 2022 أعلنت مؤسسة مهرجان البحر الأحمر السينمائي تعيين جمانة الراشد رئيساً لمجلس أمناء المؤسسة.[7]
- في عام 2023 احتلت المرتبة 25 بين أكثر من 100 شخصية مؤثرة في عالم الأعمال بمنطقة الشرق الأوسط ضمن قائمة مجلة فوربس 2023.[8]
- في 15 يوليو 2023 عينت عضواً في مجلس إدارة جامعة الملك سعود.[9]

### رئاسة المجموعة السعودية للأبحاث والإعلام
شكل تعيين جمانا الراشد على رأس الإدارة التنفيذية للمجموعة السعودية للأبحاث والإعلام في 15 أكتوبر 2020 سابقة في تاريخ المجموعة.
وشهدت المجموعة السعودية للأبحاث والإعلام، إبان قيادة الراشد لها توسعاً في أعمالها ومنصاتها ، حيث نتج عن شراكة بينها وبين وارنر براذرز ديسكفري الإعلان عن إطلاق «الشرق ديسكفري»، وهي قناة تلفزيونية جديدة ناطقة بالعربية في سبتمبر من عام 2022، كما أطلقت المجموعة دار نشر جديدة تدعى "رف" في أكتوبر من عام 2021 لتغطي منطقة الشرق الأوسط وشمال أفريقيا .
ودشنت في عام 2021 مشروع «مانجا العربية» ، والذي يتضمن إطلاق مجلتين باللغة العربية، إحداهما "مانجا العربية للصغار"، المعنية بصناعة محتوى لمن هم دون الـ 15 عاماً ، والثانية "مانجا العربية" ، المختصة بصناعة المحتوى للفئات العمرية الأكبر من 15 عامًا.
وفي عام 2021 أعلنت المجموعة انتهاء شركتها «العربية للوسائل» من إجراءات الاستحواذ على 51٪ من شركة ثمانية للنشر والتوزيع ، بصفقة تجاوزت 33.6 مليون ريال سعودي، بحسب ما أعلنته السوق المالية السعودية (تداول).